# Ukwa Est
Ukwa Est, (en Yoruba Agbègbè Ìjọba Ìbílẹ̀ Ìlaòrùn Ukwa), est une zone de gouvernement local dans l'État d'Abia au Nigeria.

## Source
- (en) Cet article est partiellement ou en totalité issu de l’article de Wikipédia en anglais intitulé « Ukwa East » (voir la liste des auteurs).